# هواکشت

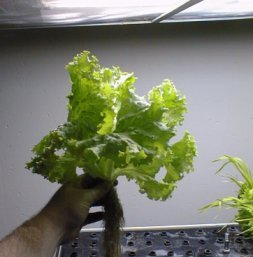
تصویر بند انگشتی از کاهو و گندم رشد کرده در یک دستگاه هواکشت، ناسا، ۱۹۹۸.

هواکشت یا آیروپونیک (به انگلیسی: Aeroponics) روشی برای پرورش گیاهان در محفظه هوا یا مه تنک است بدون اینکه از خاک یا بستر سنگدانه ای (موسوم به ژئوپونیک) بهره گیرند. واژه آیروپونیک منشأ یونانی داشته و از دو بخش aer (ἀήρ, "هوا") و ponos (πόνος, "کار") تشکیل شده‌است.
هواکشت با کشاورزی هیدروپونیک مرسوم، آکواپونیک و کشاورزی درون کشتگاهی (کشت بافت گیاهان) متفاوت است. بر خلاف هیدروپونیک که از محلول مایع مواد غذایی به عنوان بستر رشد حاوی مواد ضروری معدنی جهت رشد پایدار بهره می‌گیرد، یا برخلاف کشاورزی کنترل شده که از آب و زباله ماهی استفاده می‌کند، به‌صورتی طراحی شده‌است که نیازی به بستر رشد ندارد؛ و اما آیروپونیک را بخاطر استفاده آب به جهت انتقال مواد غذایی گاهی نوعی از هیدروپونیک به حساب می‌آورند.

## روش‌ها
اساس کشاورزی آیروپونیک عبارت از پرورش گیاهان بحالت معلق یا آویزان در محیط‌های کاملاً یا نیمه مسدود می‌باشد. ریشه‌های آویزان و ساقه‌های زیرین گیاهان از طریق پاشیدن ذرات ریز غذایی محلول در آب مورد نیاز گیاهان، تغذیه می‌گردند. برگ‌ها و بخش تاج گیاهان پرورشی که کانوپی خوانده می‌شوند، به سمت بالا گسترش می‌یابند و ریشه‌های گیاهان توسط ساختار نگهدارنده‌ای از بخش فوقانی مجزا می‌گردد. گیاهان کوچک را در حفره‌های کوچکی که بر روی صفحات فوم فشرده ایجاد شده‌اند، جا می‌دهند و صفحات را بر روی محفظه‌های آیروپونیک مستقر می‌سازند تا بدین طریق از میزان هزینه و کارگر مورد نیاز کاسته شود. گیاهان بزرگتر را به شبکه‌های داربستی متصل می‌سازند تا متحمل وزن بخش‌های رویشی و میوه‌هایشان باشند.
گیاهان آیروپونیک سالم ترند و سرعت رشد بیشتری نسبت به گیاهانی دارند که بر بسترهای کاشت پرورش می‌یابند زیرا در محیط‌های عاری از آفات و بیماریها قرار دارند. اغلب محیط‌های آیروپونیک کاملاً از محیط خارجی قطع رابطه نمی‌کنند لذا آفات و بیماریها همچنان به صورت تهدید وجود دارند.کنترل محیط رشد آیروپونیک باعث ترقی رشد، سلامتی، نمو، گلدهی و میوه دهی انواع گونه‌ها و ارقام گیاهان می‌شود.
به سبب حساسیت سیستم‌های ریشه ای، سیستم آیروپونیک به ادغام هیدروپونیک مرسوم می‌پردازد تا از طریق تأمین آب و عناصر غذایی مورد نیاز گیاهان به حفاظت آن‌ها بپردازد مگر اینکه قصوری در دستگاه‌ها و لوازمات سیستم حادث شود.
در سیستم آیروپونیک پُرفشار از پمپ دیافراگمی با قدرت ۵۵۰ کیلوپاسکال استفاده می‌شود تا فشاری معادل ۸ پوند بر اینچ مربع را در سیستم ایجاد کند و محلول مغذی را به صورت غباری با قطرات ۵۰–۲۰ میکرومتری به ریشه‌های گیاهان انتقال دهد.

## مزایا و معایب

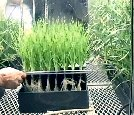
انواع بسیاری از گیاهان می‌تواند به صورت هواکشت رشد کنند.

### افزایش قرار گرفتن در معرض هوا

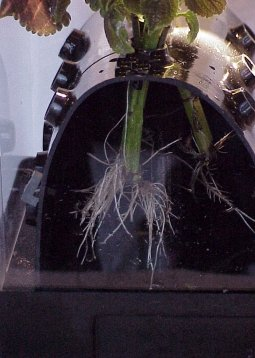
تصویری از اولین سیستم آیروپونیک (۱۹۸۳). حمایت‌های نامحدود از گیاهان در این سیستم، باعث می‌شود گیاه در محفظه هوا/غبار رشد نرمال داشته باشد و این رویه تاکنون پیگیری می‌شود.

آیروپونیک، هوای بهینه برای رشد را در دسترس گیاه قرار می‌دهد. مواد و دستگاه‌های به کار رفته، باید عاری از بیماری و پاتوژن باشند. وجه برتری دستگاه‌ها و محیط کشت اروپونیک حقیقی این است که کمترین تماس را با گیاه داشته باشند و این باعث می‌شود که گیاه کاملاً درهوا قرار گیرند. کشت درازمدت اروپونیک نیازمند آن است که محدودیتی برای رشد ساقه و ریشه وجود نداشته باشد. تماس فیزیکی در سیستم آیروپونیک به حداقل می‌رسد تا از رشد طبیعی گیاه، گسترش ریشه‌ها و دسترسی به آب جلوگیری نشود همچنین تبادل هوا و محیطی عاری از بیماری را فراهم آورد.

## مزایای استفاده از اکسیژن در منطقه ریشه
حضور اکسیژن در رایزوسفر (منطقه رشد ریشه‌ها) برای رشد گیاهی سالم ضروری است. از آنجا که سیستم آیروپونیک اقدام به آمیختن هوا با آب در قالب قطرات بسیار ریز می‌نماید، تقریباً هر گیاهی می‌تواند در محیط سرشار از اکسیژن، آب و موادغذایی رشد نماید.
برخی از کشاورزان آیروپونیک را بر سایر شیوه‌های هیدروپونیک ترجیح می‌دهند چرا که افزایش سهم هوا در محلول مغذی، اکسیژن بیشتری را به ریشه‌ها می‌رساند و باعث تحریک رشد گیاهان و جلوگیری از ایجاد پاتوژن‌ها می‌شود.
هوای پاک حاوی اکسیژن است که پالاینده‌ای عالی برای گیاهان و محیط آیروپونیک به‌شمار می‌رود. برای رشد طبیعی، گیاه باید دسترسی نامحدود به هوا داشته باشد. گیاهان باید اجازه یابند تا در یک وضعیت طبیعی به نمو فیزیولوژیکی دست یابند. هرچه فضای در اختیار گیاه محدودتر شود فشار بیماری‌ها بر روی گیاه و سیستم افزایش می‌یابد. 
برخی پژوهندگان از سیستم‌های آیروپونیک برای مطالعه اثرات گازهای ناحیهٔ ریشه بر عملکرد گیاهان بهره می‌گیرند. سافر و برگر (سافر و همکاران ۱۹۸۸) اثر غلظت‌های مختلف اکسیژن را بر شکل‌گیری ریشه‌های نابجا در محیط منسوب به «ارو-هیدروپونیک» بررسی کردند. آن‌ها از سیستمی ۳ لایع استفاده کردند و ۳ ناحیهٔ جداگانه را اطراف ریشه ایجاد کردند. انتهای ریشه‌ها درمحفظهٔ موادغذایی غرق شدند، بخش میانی غباری مغذی دریافت می‌کرد و بخش فوقانی بالاتر از ناحیه غبارپاشی قرار داده شد. نتایج نشان داد وجود اکسیژن محلول برای شکل‌گیری ریشه‌ها ضروری است و اثر غلظت‌های مختلف آن را بر ریشه زنی نشان داد. تعداد و طول ریشه‌ها در بخش میانی همواره از دو بخش دیگر بیشتر بود به‌طوری‌که حتی در کمترین غلظت، بخش‌های غبارپاشی شده به خوبی ریشه زایی کردند.

### سایر مزایای هوا (CO2)
گیاهان در شرایط آیروپونیک حقیقی، دسترسی ۱۰۰ درصدی به CO2 با غلظت‌های 780-450ppm برای انجام فتوسنتز دارند. در ارتفاع ۱ مایلی (۶/۱ کیلومتری) بالاتر از سطح آبهای آزاد، غلظت CO2 در روز 450ppm است. غلظت CO2 در شب به 780ppm افزایش می‌یابد. ارتفاعات پایین‌تر غلظت‌های بالاتری دارند. در هرحال پرورش گیاهان به صورت آیروپونیک در تمامی شرایط به گیاهان امکان بهره‌گیری از CO2 کافی برای انجام واکنش‌های فتوسنتز داده می‌شود.
به علاوه پرورش گیاهان زیر نور مصنوعی در طول شب به گیاهان سیستم آیروپونیک اجازه می‌دهد تا از وضعیت موجود به خوبی استفاده کنند.

### کشت عاری از بیماری
آیروپونیک می‌تواند انتقال بیماریهای گیاهی را محدود کند زیرا تماس گیاه به گیاه کاهش می‌یابد و هر پالس از پاشش محلول می‌تواند مجدداً استریل گردد، درحالیکه خاک، بسترهای دانه‌ای و سایر بسترهای کشت بیماری می‌تواند از طریق بستر رشد پخش شود و بسیاری از گیاهان را آلوده سازد.
در اغلب گلخانه‌ها، بستر جامد پس از هر بار برداشت محصول نیاز به استریل شدن دارد و در بسیاری از موارد به سادگی از اینکار صرف نظر می‌شود و بسترهای جدید و استریل شده جایگزین می‌شوند. 
یکی از بارزترین فواید تکنولوژی آیروپونیک این است که اگر یکی از گیاهان مبتلا به بیماری شود، می‌توان آن را به سرعت از ساختار آیروپونیک حذف نمود، بدون آنکه قطعه قطعه شود یا گیاهان دیگر را آلوده کند.
با توجه به اینکه محیط‌های عاری از بیماری مختص اروپونیک هستند، بسیاری از گیاهان را می‌توان با تراکمی بیشتر از سایر شیوه‌های کاشت سنتی (هیدروپونیک، خاک و NFT(تکنیک غشاء غذایی)) پرورش داد. سیستم‌های آیروپونیک تجاری از دستگاه‌هایی بهره می‌گیرند که با گسترش ریشه دهی محصول تطابق داشته باشد.
محققین از آیروپونیک به عنوان «شیوه‌ای ارزشمند، ساده و سریع برای غربالگری اولیه ژنوتیپ‌های مقاوم به بیماریهای گیاهی نظیر پوسیدگی ریشه و بادزدگی گیاهچه یاد می‌کنند.»
ذات ایزوله بودن سیستم اروپونیک مطالعهٔ این بیماری‌ها را در مقایسه با کشت خاکی آسان می‌سازد.

### پودر کردن محلول (آب-اتمیزه کردن) آب و عناصر غذایی
دستگاه‌هایی که در سیستم آیروپونیک برای آبرسانی استفاده می‌شوند معمولاً شامل :اسپری‌کننده‌ها، غبارپاش‌ها، مه پاش‌ها و دیگر ابزارهایی هستند که غباری یکدست از محلول را برای تغذیهٔ ریشه فراهم می‌آورند. سیستم‌های آیروپونیک سیستم‌هایی حلقه بسته هستند که محیط‌های ماکرو و میکرو مناسب برای حفظ محیط کشت هوا به صورت پایدار و قابل اطمینان را ایجاد می‌کنند. اختراعات زیادی برای تسهیل اسپری کردن و غبارپاشی توسعه یافته‌اند چرا که کلید توسعه ریشه‌های گیاهان در محیط‌های آیروپونیک، اندازهٔ قطرات آب است. در کاربردهای اقتصادی، از اسپری‌های آب-اتمیزه با چرخش °۳۶۰ بهره می‌گیرند تا تمامی فضای اطراف ریشه گیاهان را با غبارپاشی تغذیه و سیراب نمایند.
در تکنیک غبارپاشی دیگری از مه پاش اولتراسونیک برای غبار سازی محلول مغذی در دستگاه‌های اروپونیک کم فشار استفاده می‌شود.
اندازه قطرات آب برای رشد پایدار گیاهان در سیستم آیروپونیک نقش حیاتی دارد. قطرات درشت آب اکسیژن کمتری در اختیار ریشه قرار می‌دهند. قطرات بسیار ریز، نظیر ذراتی که توسط غبارپاش‌های اولتراسونیک تولید می‌گردند، باعث می‌شوند ریشه‌های موئین فراوانی ایجاد شود، بدون اینکه ریشه‌های فرعی مورد نیاز جهت رشد پایدار گیاهان تشکیل گردند.
مبدل‌های اولتراسونیک نیازمند حفاظت و نگهداری بیشتری هستند به‌طوری‌که هر گونه خطا موجب معدنی شدن اجزاء سیستم می‌شوند که این نقطه ضعف بواسطه نوع غبارپاشی و جنس فلزی اسپری‌کننده‌های بکار رفته می‌باشد. نتیجتاً گیاهان بواسطه نقصان دسترسی به رطوبت کافی دچار کاهش آماس سلولی و پژمردگی می‌شوند.

### مواد پیشرفته
ناسا به منظور افزایش قابلیت اطمینان و کاهش تعمیر و نگهداری اروپونیک در پروژه‌های تحقیق و توسعه مربوط به مواد پیشرفته جدید سرمایه‌گذاری کرده‌است. آن‌ها همچنین مشخص ساخته‌اند که غبار آب-اتمیزه فشار بالا با میکرو قطرات ۵–۵۰ میکرومتر، برای رشد درازمدت ضروری است.
در رشد درازمدت، سیستم غبار باید فشار قابل توجهی داشته باشد تا غبار را به سیستم متراکم ریشه‌ها برساند. تکرارپذیری برای هواکشت کلیدی بوده و شامل اندازه قطرات آب-اتمیزه می‌شود. تخریب اسپری به دلیل تجمع مواد معدنی و سنگی شدن ذرات غبار، مانع انتقال محلول مغذی می‌شود که در نهایت منجر به عدم تعادل زیست‌محیطی در محیط کشت محفظه هوا می‌شود.
پلیمرهای سبک مخصوصی توسعه یافته‌اند و برای از بین بردن کانی‌سازی در نسل بعدی اتمیزه آبی و اسپری جت، استفاده می‌شوند.

### جذب مواد مغذی
مجزا بودن فواصل غبارپاشی و مدت دوام پاشش در سیستم آیروپونیک، سنجش میزان جذب عناصر در طول زمان و در شرایط مختلف را ممکن می‌سازد. باراک و همکارانش از یک سیستم آیروپونیک برای اندازه‌گیری غیر مخرّب سرعت جذب آب و عناصر غذایی در پرورش کران بری بهره گرفت (باراک و همکاران 1996).
آنها در مطالعاتشان متوجه شدند که می‌توانند با اندازه‌گیری غلظت و حجم محلول ورودی و خروجی، سرعت جذب عناصر را محاسبه کنند (این دستاورد با مقایسه نتایج حاصله با اندازه‌گیری‌های مربوط به ایزوتوپ نیتروژن تأیید شد). پس از تأیید روش آنالیزشان، باراک و همکاران به سراغ تولید داده‌های بیشتر مختص پرورش کران بری رفتند، مانند میزان روزانه جذب عناصر غذایی، ارتباط بین جذب آمونیوم و پروتون‌های خروجی، ارتباط بین غلظت یون‌ها در محلول و میزان جذب آن‌ها توسط گیاهان.
چنین تحقیقاتی نه تنها نشانهٔ نویدبخش بودن آیروپونیک به عنوان ابزاری در پژوهش‌های مربوط به جذب عناصر غذایی توسط گیاهان است بلکه امکاناتی را برای نظارت بر سلامتی گیاهان و بهینه‌سازی رشد گیاهان در شرایط مسدود فراهم می‌سازد.
پاشش محلول غذایی (بیش از ۶۵ پوند بر اینچ مربع (450 KPa)) باعث افزایش قابلیت دستیابی زیستی عناصر غذایی می‌شود، امّا پاشش مداوم و شدید عناصر غذایی باید به نحو معنی داری کاهش یابد وگرنه باعث سوختگی ریشه‌ها و برگ‌ها می‌شود. در مواقعی که دورهٔ پاشش خیلی طولانی یا دورهٔ وقفهٔ پاشش خیلی کوتاه باشد، قطرات درشت آب در سیستم پدید می‌آیند که این موضوع باعث افزایش ریشه‌های موئین و کاهش ریشه‌های فرعی می‌شود. زمانی‌که دورهٔ پاشش تا حد امکان کوتاه شود، رشد گیاهان و دورهٔ میوه دهی، به شدت کاهش می‌یابد. در حالت ایدئال، ریشه‌های گیاهان هرگز نباید کاملاً خشک یا کاملاً متورم باشند. یک دورهٔ پاشش/وقفه معمولی شامل کمتر از ۲ ثانیه پاشش و سپس ۲–۵/۱ دقیقه وقفه است- ۲۴/۷، هرچند زمانی که از یک سیستم انباشتگر استفاده می‌شود، دوره‌های زمانی را می‌توان به کمتر از یک ثانیه پاشش و حدود ۱ دقیقه وقفه کاهش داد.

### به عنوان ابزار پژوهش
پس از توسعه هواکشت، به سرعت این روش به عنوان یک ابزار تحقیقاتی ارزشمند شناخته شد. هواکشت روشی غیرتهاجمی برای بررسی ریشه‌های در حال رشد ارائه داد. این فناوری جدید، همچنین به محققان اجازه داد از تعداد بیشتر و طیفی وسیع تر از پارامترهای تجربی در کارشان بهره گیرند.
توانایی کنترل دقیق میزان رطوبت منطقه ریشه و مقدار آب انتقال یافته، هواکشت را برای مطالعه تنش‌های آبی مناسب می‌سازد. ک. هوبیک هواکشت را روشی برای تولید گیاهان پایدار با حداقل تنش آب، برای استفاده در آزمایش‌های فیزیولوژی سیل یا قحطی ارزیابی کرد.
هواکشت ابزاری ایدئال برای مطالعه مورفولوژی ریشه است. عدم انباشتگی ریشه، دسترسی آسان به تمام ساختار دست نخورده ریشه را بدون آسیب به آن ممکن می‌سازد. اشاره شده‌است که هواکشت نسبت به آبکشت ریشه‌های نرمال بیشتری تولید می‌کند.

## اصطلاحات
هواکاشته به گیاهانی اشاره دارد که درمحیط کشت بدون خاک در معرض آب و عناصر غذایی محلول در آب و همچنین هوا رشد یافته و می‌توانند به‌طور عادی و طبیعی بزرگ شوند.
هواکشت اشاره به رشد در محیط کشت فاقد خاک اشاره دارد که با ادوات دیگر جریان آب به همراه مواد غذایی در اختیار گیاه قرار می‌گیرد.
سامانهٔ هواکشت به سخت‌افزار و اجزای سامانه‌ای اشاره دارد که برای حفظ و پایداری گیاه در محیط کشت فاقد خاک در معرض هوا به کار می‌روند.
گلخانهٔ هواکشت به شرایطی اشاره دارد که توسط ساختارهای شیشه‌ای یا پلاستیکی همراه با تجهیزات موردنیاز برای رشد گیاه در هوا یا عناصر غذایی و آب به صورت مه پاشی  کنترل می‌شود.
شرایط هواکشت به پارامترهای مورد نیاز برای رشد گونه‌های مختلف در محیط هواکشت اشاره دارد.
ریشه‌های هواکشت به سیستم ریشه‌ای رشد یافته در محیط کشت مملو از آب و عناصر غذایی به شکل مه پاشی اشاره می‌کند.

## انواع هواکشت

### واحدهای کم-فشار
در این روش، ریشه‌های گیاهان، بالای مخزنی حاوی محلول مغذی یا درون کانالی متصل به مخزن به صورت معلق قرار می‌گیرد. یک پمپ کم فشار از طریق جت یا مبدل فراصوت محلول مغذی را هدایت می‌کند، سپس محلول به مخزن چکه می‌کند یا تخلیه می‌شود. هرچه گیاهان به بلوغ خود نزدیکتر می‌شوند ممکن است بخشهایی از ریشه دچار خشکی شوند و مواد مغذی کافی دریافت نکنند. این واحدها به علت هزینهٔ بالا، نمی‌توانند محلول مغذی را خالص کرده و ناپیوستگی‌ها، مواد باقی‌مانده و پاتوژن‌های ناخواسته را حذف کنند. این واحدها معمولاً برای رشد روی سکو و نشان دادن اصول هواکشت مناسب هستند.

### دستگاه‌های پرفشار
فنون هواکشت پرفشار، که در آن غبار توسط پمپ‌های پر فشار ساخته می‌شود، معمولاً در زراعت محصولات و نمونه‌های گیاهی باارزش به کار می‌رود تا بتواند هزینه‌های بالای راه اندازی روش باغبانی علمی (horticulture) را جبران کند.
سامانه‌های هواکشت پرفشار، شامل تکنولوژی‌هایی در خصوص تصفیهٔ آب و هوا، استریلیزه کرده مواد مغذی، پلیمرهای سبک و سامانه‌های انتقال مواد مغذی فشرده می‌شود.

### سامانه‌های تجاری
سامانه‌های هواکشت تجاری شامل دستگاه‌های پرفشار و سامانه‌های زیستی هستند. ماتریس سامانه‌های زیستی شامل پیشرفت‌هایی برای افزایش طول عمر گیاه و بلوغ محصول است.
اجزای زیرسامانه‌ها و سخت‌افزارهای زیستی شامل سیستم‌های کنترل سیال، پیشگیری از بیماری، مقاومت پاتوژنی، زمان‌بندی دقیق و فشرده‌سازی محلول مغذی، حسگرهای سرما و گرما ، کنترل دمایی محلول، آرایش نوری مؤثر، محدوده طیف فیلتراسیون، حسگرهای هشدار دهندهٔ نقص سیستم و حفاظت، صرفه جویی در هزینهٔ نیروی انسانی و مراقبت و ترکیب قابل اعتماد بلند مدت و کاربرد ایمن ماشین آلات می‌باشند.
سامانه‌های تجاری هواکشت، مانند دستگاه‌های پرفشار برای زراعت محصولات پرارزش به کار می‌روند که به کشت چند محصولی در بستر تجاری دست یابند.
سامانه‌های تجاری پیشرفته شامل جمع‌آوری داده‌ها، نظارت، تحلیل بازخوردها و ارتباطات اینترنتی به زیرسامانه‌های مختلف نیز می‌باشند.

## پیشینه
اولین بار و. کارتر در سال ۱۹۴۲ در مورد هواکاشته‌ها تحقیق کرد و روشی را برای کاشت گیاهان در بخار آب به منظور تسهیل آزمایش روی ریشه‌ها ارائه داد. از سال ۲۰۰۶ هواکشت برای کشاورزی در سرتاسر جهان استفاده می‌شود.
در سال ۱۹۴۴، ال.جی. کلوتز اولین کسی بود که مرکبات بخار پوشیده را در یک تحقیق تسهیل شده در مطالعاتش روی بیماری‌های مربوط به ریشه‌های مرکبات و آووکادو کشف کرد. در سال ۱۹۵۲، ج.اف. تراول درختهای سیب را در محیط کشت اسپری شده رشد داد.
اف؛ و ونت کسی بود که در سال ۱۹۵۷ روش کشت هوایی به مفهوم امروزهٔ آیروپونیک را ابداع کرد. او درختان قهوه و گوجه را با استفاده از ریشه‌های معلق در هوا و اعمال غبار مغذی به ریشه‌ها رشد داد.

### ماشین جنسیس، ۱۹۸۳
اولین دستگاه تجاری هواکشت توسط GTi در سال ۱۹۸۳ ساخته و روانه بازار شد. این دستگاه به ماشین جنسیس – برگرفته از فیلم پیشتازان فضا ۲: خشم خان – معروف شد. ماشین جنسیس با عنوان «سیستم ریشه زایی جنسیس» به بازار عرضه شد.
دستگاه gti یک دستگاه آبی حلقه باز را به کار گرفت که توسط میکروچیپ کنترل می‌شد و اسپری مغذی فشار بالا و آب-اتمیزه را به محفظهٔ هواکشت هدایت می‌کرد.
در آن زمان، این دست یافتی انقلابی در تکنولوژی در حال توسعهٔ کشت مصنوعی هوایی بود. ماشین جنسیس به سادگی به شیر آب و پریز برق متصل می‌شد.

### تکثیر به روش هواکشت (کلون سازی)
هواکشت کلون کردن گیاهان (تکثیر با قطعات بریده شده) را متحول کرد. اول اینکه، هواکشت اجازه می‌داد تمام فرایند در یک واحد خودکار انجام شود بسیاری از گیاهان که در گذشته تصور می‌شود تکثیرشان از قطعاتشان غیرممکن یا سخت باشد می‌توانستند به سادگی با تک برشی از ریشه تکثیر شوند. این مزیتی بزرگ برای گلخانه‌هایی به‌شمار می‌رفت که قصدتکثیر گیاهان چوبی ظریف یا کاکتوس‌ها را داشتند که به‌طور نرمال به دلیل آلودگی‌های باکتریایی موجود در برش، به وسیلهٔ بذرشان تکثیر می‌شدند.
هواکشت هم‌اکنون از آبکشت و کشت بافت به عنوان ابزارهای تکثیر استریل گونه‌های گیاهی بسیار فراتر رفته‌است. با ماشین جنسیس، و سایر ابزارهای هواکشت هم رده، هر پرورش دهنده‌ای می‌توانست گیاهان را کلون کند. به دلیل خودکار بودن اغلب بخش‌های فرایند، گیاهان می‌توانستند کلون شده و صد یا حتی هزار برابر شوند. به‌طور خلاصه، کلون کردن آسان‌تر شد چرا که دستگاه‌های هواکشت از طریق ایجاد محیطی غبارآلود، غنی از اکسیژن، غنی از مواد مغذی و استریل توانستند روشی تمیزتر و سریعتر را برای گسترش ریشه بیافرینند.

### پیوند زدن با ریشه هوایی
هواکشت به‌طور چشمگیری تکنولوژی کشت بافت را پیشرفت داد. این روش می‌توانست گیاهان‌ها را در مدت کوتاهتری کلون کند و بسیاری از گام‌های کاری مرتبط با تکنیک‌های کشت بافت را کاهش داد. هواکشت می‌توانست مراحل ۱ و ۲ کاشت درون خاک را حذف کند (مایهٔ عذاب تمام پرورش دهندگان کشت بافت). گیاهان کشت بافت باید در بستری استریل (مرحله ۱) کاشته شوند و سپس برای گسترش درون خاک استریل کاشته شوند. (مرحله ۲). سپس اگر به اندازهٔ کافی مقاوم بودند می‌توانند مستقیماً درون خاک معمولی کاشته شوند. علاوه بر این پرکار بودن، تمام پروسهٔ کشت بافت مستعد بیماری، عفونت و خطا است.
در حالیکه با استفاده از هواکشت، پرورش دهندگان می‌توانستند گیاهانی که ریشه‌شان در هوا قرار دارد را کلون کنند و مستقیماً به خاک معمولی منتقل کنند. ریشه‌های هواکشت مستعد پژمردگی و از دست دادن برگ یا فقدان‌های مربوط به شوک انتقال نبودند (چیزی که آب کشت هرگز نتوانست بر آن فائق آید). به دلیل سالم بودنشان، گیاهان با ریشهٔ هوایی کمتر در معرض ابتلا به عفونت توسط پاتوژن‌ها بودند. اگر RH محفظهٔ ریشه بالای ۷۰ درجهٔ فارنهایت برود، قارچ‌های جنتس، جلبک‌ها و باکتری‌های بی‌هوازی امکان رشد دارند.
تلاش‌های Gti طلیعه‌ای شد برای حوزهٔ جدیدی از پشتیبانی حیات مصنوعی گیاهان قابل رشد طبیعی بدون استفاده از خاک یا آبکشت. Gti ثبت اختراعی را برای دستگاه و روش تمام پلاستیک هواکشت ، کنترل شده توسط میکروپردازنده در سال ۱۹۸۵ دریافت کرد.
هواکشت به عنوان روشی که موجب صرفه جویی در زمان و هزینه می‌شود شناخته شده‌است. عوامل اقتصادی سهم هواکشت نسبت به کشاورزی در حال شکل‌گیری است.

### سیستم رشد جنسیس، ۱۹۸۵
تا ۱۹۸۵، جی تی ای سخت افزر هواکشت نسل دوم خود، معروف به سیستم رشد جنسیس را معرفی کرد. این دستگاه هواکشت نسل دو سیستمی حلقه بسته بود و از جریان بازیافت شده که توسط یک ریزپردازنده به دقت کنترل می‌شد بهره‌گیری می‌کرد. هواکشت مجهر به قابلیت جوانه زنی بذر شد، بنابراین جی تی ای اولین سیستم هواکشت کاشت و برداشت دنیا شد.
بسیاری از این واحدهای حلقه باز و حلقه بسته امروزه همچنان در حال کار کردن هستند.

### تجاری‌سازی
هواکشت نهایتاً آزمایشگاه را ترک گفت و وارد عرصهٔ کشت تجاری شد. در سال ۱۹۶۶، ب. بریگس، پیش قراول هواکشت تجاری، موفق به القای ریشه در قلمهٔ چوب جنگلی توسط ریشه زنی هوایی شد. بریگش کشف کرد که قلمه‌های دارای ریشهٔ هوایی نسبت به آنهایی که در خاک شکل گرفته‌اند سخت‌تر شده‌اند و نتیجه گرفت که اصل اولیهٔ ریشه زنی هوایی صدا است. او کشف کرد درختهای دارای ریشهٔ هوایی می‌توانند بدون مشکل شوک انتقال یا شکست به رشد طبیعی به خاک انتقال یابند. شوک انتقال معمولاً در سیستم‌ها آبکشت مشاهده می‌شود.
در سال ۱۹۸۲، در اسرائیل، ال. نیر امتیازی را برای یک دستگاه هواکشت با استفاده از هوای کم فشار فشرده برای انتقال محلول مغذی به گیاهان معلق، که توسط پلی استیرن درون محفظه‌های بزرگ فلزی نگهداشته شده‌اند، ثبت کند.
در تابستان ۱۹۷۶، محقق بریتانیایی، جان پرور یک سری آزمایش‌های هواکشت نزدیکی نیوپورت، جزیرهٔ وایت در بریتانیا انجام داد، که در آن کاهوها (واریته تام تامب) از بذرشان تا بلوغ در ۲۲ روز در لوله‌های فیلم پلی اتیلنی سخت شده توسط هوای فشرده عرضه شده توسط فن‌های تهویه رشد داده شده بودند. تجهیزات استفاده شده برای تبدیل محلول مغذی به قطرات مه مغذی توسط صنایع می کالیفرنیا تهیه شده بودند. در سال ۱۹۸۴، در ارتباط با جان پرور، یک پرورش دهنده در جزیرهٔ وایت – پرورشگاه کینگز- از طراحی متفاوتی از سیستم هواکشت برای رشد توت فرنگی استفاده کرد. گیاهان گل دادند و محصولات بسیار توت فرگی که توسط مشتریان چیده شدند را تولید کردند. سیستم محبوبیتش را ثابت کرد، به ویژه توسط مشتریان مسن تری که تمیری، کیفیت و طعم توت فرنگی‌ها را تحسین کردند و این حقیقت که مجبور نبودند برای برداشتن میوه خم شوند.
در سال ۱۹۸۳، ار. استونر ثبت اختراعی برای اولین رابط ریزپردازنده برای انتقال آب و مواد مغذی به محفظهٔ بستهٔ هواکشت ساخته شده از پلاستیک را پرونده‌سازی کرد. استونر جلو رفت تا شرکت‌های متعددی برای تحقیق و توسعهٔ سخت‌افزارها، رابط‌ها، بیوکنترلرها و اجزاری تولید تجاری محصولات هواکشت را توسعه دهد.
در سال ۱۹۸۵، شرکت استونر، جی تی ای، اولین شرکت ساخت، عرضه و پیاده‌سازی سیستم‌های حلقه بستهٔ بزرگ مقیاس در گلخانه‌ها برای تولید تجاری محصول بود.
در سال ۱۹۹۰، ghe یا آبکشت جنرال، فکر کرد سعی کند هواکشت را به بازار سرگرمی آبکشت معرفی کند و نهایتاً وارد سیستم گلخانه‌های هوازی شد. هرچند، این نمی‌تواند به عنوان یک هواکشت حقیقی دسته‌بندی شود، چراکه گلخانه‌های هوایی از قطرات ریز محلول به جای غبار زیر محلول استفاده می‌کنند. غبار به منظور بازسازی بک باران حقیقی آمازون است. در هر حال، محصولی به بازار ارائه شد و پرورش دهنده می‌توانست ادعا کند که آبکشتش هواکشت تولید می‌کند!! تقاضا برای هواکشت در بازار سرگرمی ایجاد شده بود و علاوه بر آن به عنوان تکنیکی کاملاً آبکشت شناخته می‌شد. تفاوت بین هواکشت ریزقطرهٔ حقیقی و هواکشت قطره درشت در چشمان بسیاری از مردم واضح نمی‌نمود. در انتهای دههٔ ۹۰، یک شرکت بریتانیایی، نوتریکالچر، با صحبت‌های تجاری تشویق شده بود که هواکشت حقیقی را تجربه کند، هرچند این آزمایش‌ها نتایج مثبتی را در مقایسه با تکنیک‌های قدیمی تر مانند nft و ebb & flood نشان دادند، اشکالاتی وجود داشت، به نام هزینه و نگهداری. برای اجرای هواکشت حقیقی نیاز به استفاده از پمپ‌های بود که مشکلات اندازه‌ای داشتند. هواکشت قطره‌ای ساخت ساده‌تری داشت و نتایج قابل مقایسه‌ای نسبت به هواکشت غباری تولید می‌کرد، نوتریکالچر اقدام به توسعهٔ هواکشت قطره‌ای سهل الوصول و در مقیاس بزرگ کرد. از طریق آزمایش آن‌ها متوجه شدند که هواکشت برای تکثیر گیاهان ایدئال است، گیاهان می‌توانند بدون بستر تکثیر داده شوند و حتی می‌توانند همان‌جا رشد داده شوند. در نهایت، نوتریکالچر تصدیق کرد که نتایج بهتری می‌توانست گرفته شود اگر گیاهان در تکثیرگر هواکشت اکس-استریم تکثیر می‌شدند و سپس به سیستم رشد هواکشت قطره‌ای با طراحی مخصوص –آمازون- انتقال می‌یافتند.

### غذاهای هواکشت
در سال ۱۹۸۶، استونر اولین شخصی شد که غذای تازهٔ هواکشت را به زنجیرهٔ خواربار ملی عرضه کرد. او در مورد npr مصاحبه کرد و در مورد اهمیت مزایای حفظ آب هواکشت برای کشاورزی مدرن و فضایی بحث کرده‌است.

## هواکشت در فضا

### گیاهان فضایی
گیاهان اولین بار در سال ۱۹۶۰ در دو مأموریت مجزای sputnik 4 و discover 17 به مدار زمین فرستاده شدند. (برای مروری بر ۳۰ سال رشد گیاه در فضا، به هالتستید و اسکات ۱۹۹۰ مراجعه کنید). در مأموریت اولیه، بذر گندم، نخود، ذرت، پیاز بهار و سیاهدانه دمشقی به فضا برده شدند و در مأموریت بعد سلول‌های پیرنودوزا کلرلا برده شدند.
آزمایش‌های گیاهی بعدها روی انواعی از مأموریت‌های بنگلادش، چین و مشترک آمریکا و روسیه از جمله بیوستلایت ۲، اسکایلب ۳ و ۴، آپولو-سویوز، اسپوتنیک، وستوک و زند انجام شدند. برخی از نتایج اولین تحقیقات تأثیر جاذبهٔ پایین را بر گرایش‌های ریشه و ساقه نشان دادند.
تحقیق‌های بعدی بر تأثیر جاذبهٔ کم‌روی گیاهان در مقیاس‌های اندامی، سلولی و زیرسلولی سرمایه‌گذاری کردند. در سطح اندامی، برای مثال، انواعی از گونه‌ها از جمله کاج، جودوسر، ماش، کاهو، شاهی و آرابیدوپسیس تالیانا کاهش رشد جوانه، ریشه و ساقه را در جاذبهٔ کم نشان دادند، درحالیکه کاهوی رشد داده شده در کزمز تأثیر عکس را نشان داده بود. برای مثال، نخودهای رشد داده شده در فضا افزایش فسفر و پتاسیم و کاهش کلسیم ۲، منیزیم، روی، منگنز و آهن را نشان دادند.

### کنترلگرهای زیستی در فضا
سازمان NASA آمریکا در سال ۱۹۹۶ میلادی به حمایت از پژوهش‌های STONER در ارتباط با یک کنترلگر زیستی طبیعی مایع که با عنوان ODC (Organic Disease Control) شناخته می‌شود و می‌تواند باعث رشد گیاهان بدون نیاز به آفت کش‌ها (به عنوان کنترلگر پاتوژن‌ها) در یک سیستم بسته شود، پرداخت. ODC از مواد طبیعی آبی منشأ گرفته‌است.
آزمایش‌های کنترل زیستی Stoner تا سال ۱۹۹۷ توسط NASA انجام و مدیریت می‌شد.
تکنولوژی BioServe Space Technologies's GAP توسط ODC روی دانه‌های حبوبات (لوبیا) آزمایش شد(؟)
آزمایش‌های سه‌گانه ODC
در مرکز فضایی Kennedy و در دانشگاه ایالتی Colorado
همهٔ گپ‌ها در تاریکی کامل قرار داده شده بودند تا نور به عنوان یک متغیر برای آزمایش به حساب نیاید. آزمایش ناسا فقط با هدف مطالعهٔ مزیت‌های کنترلگرهای زیستی بود.
آزمایش‌های ناسا خارج از ایستگاه فضایی MIR و شاتل فضایی، تأیید کرد که ODC هنگامی که برای کشت لوبیا در محیط بسته استفاده شد، افزایش نرخ جوانه زنی، رویش بهتر، افزایش میزان رشد و فرایندهای طبیعی بیماری گیاه را دربرداشت.
امروزه ODC به عنوان یک روش استاندارد برای هواکشت گیاهان، بدون نیاز به آفت کش و تولید ارگانیک محصولات گیاهی مطرح می‌باشد.
پرورش دهندگان در محیط خاک یا شرایط آبکشت می‌توانند از ODC به عنوان بخشی از شیوهٔ کشتشان بهره ببرند.ODC دارای استانداردهای USDA NOP (National Organic Program) برای مزارع و کشتزارهای ارگانیک می‌باشد.

### هواکشت برای فضا و زمین

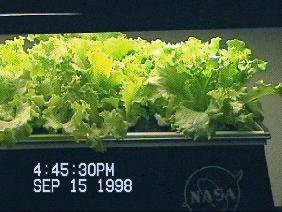
جوانه زنی دانهٔ کاهوی هواکشت ناسا- ۳۰ روزگی

در سال ۱۹۹۸ استانر حمایت مالی ناسا را برای توسعه یک سیستم هواکشت با کارایی بالا برای زمین و فضا دریافت کرد.
استانر ثابت کرد که می‌توان مقدار زی توده خشک کاهو را به روش هواکشت تا حد چشم‌گیری افزایش داد.
ناسا پیشرفت‌های هواکشت که توسط استانر توسعه داده شده بودند را دفعات متعددی به کار گرفت.
چکیده: هدف از پژوهش‌های انجام شده شناسایی و آزمایش فناوری‌های کارآمد مربوط و منجر به رشد گیاهان در محیط‌هایی با نیروی جاذبه مختلف بود. به عنوان مثال: محیطی با نیروی جاذبه کم دارای مشکلاتی در تأمین مؤثر آب و سایر عناصر غذایی مورد نیاز گیاهان و ترمیم مداوم سیّال است.
تولید مواد غذایی در محیط‌هایی با نیروی جاذبه کم در فضا درگیر جالش‌هایی مانند:
به حداقل رساندن مصرف آب، تأمین و مدیریت نیاز آب(؟)، و وزن سیستم‌های هواکشت می‌باشد. تولید مواد غذایی در سطح سیاراتی نظیر ماه و مریخ نیازمند سنجش کامل شرایط جاذبه کم (hypogravity) است. به دلیل اثر فشار بر حرکت سیال در محیط‌های با جاذبه متفاوت، سیستم رساندن مواد غذایی به در بهینه‌سازی سیستم رشد گیاه بسیار مورد توجه می‌باشد.
امروزه روش‌های مختلفی برای محیط‌های کم جاذبه و شرایط زمین جهت رساندن عناصر غذایی به گیاهان ابداع شده‌اند. روش‌های وابسته به پیش ماده شامل بسترکشت خاک سنتی، «زئوپونیک» یعنی «سیلیکات هیدراته مضاعف آلومینیم سدیم یا کلسیم یا پتاسیم» (zeoponics)، آگار و رزین‌های تبادل یونی عناصر غذایی می‌باشند. به‌علاوه در برخی از شیوه‌ها که از خاک بهره نمی‌گیرند، از شیوه‌های توسعه یافته‌ای نظیر تکنیک غشاء عناصر غذایی (nutrient film)، آیروپونیک و شیوه جزر و مدی (ebb & flow) استفاده می‌کنند. بسیاری از سیستم‌های هیدروپونیک می‌توانند به نحو مؤثری گیاه تولید کنند. اما میزان دریافت محلول غذایی و نیاز به آب آن‌ها بسیار بالا می باد و کنترل این محلول نیز در شرایط کم جاذبه دشوار می‌باشد.
در شیوه آیروپونیک (هواکشت)، آب حاوی عناصر غذایی را به صورت ذرات ریز اسپری می‌کنند لذا میزان مصرف آب کاهش ولی میزان اکسیژن رسانی به ریشه‌ها افزایش می‌یابد که منجر به رشد عالی گیاهان می‌شود. درحالیکه هم‌زمان رسیدن محلول مواد غذایی کم مورد استفاده(؟) بقیه سیستم‌ها برای عمل کردن در جاذبه کم توسعه یافتند.
در شیوه آیروپونیک به حذف سوبسترات (بستر) اقدام می‌شود ولیکن برای کاهش بقایای مازاد حاصل از ذخیره مواد غذایی به انجام فرایندهایی توسط سایر سیستم‌های زنده نیازمندند. به علاوه نبود سوبسترا فرایندهای کاشت و برداشت را آسان می‌کند و فرصتی برای اتوماسیون (مجهزسازی به دستگاه‌های خودکار) فراهم می‌آورد. حجم و وزن مواد خرج شده(؟) را کاهش می‌دهد و نیز همچنین باعث حذف یکی از راه‌های انتقال بیماری‌زاها می‌شود. همهٔ این مزایا به علاوه نتیجه این تحقیق که موفقیت هواکشت در MICROGRAVITY را نشان می‌دهد، هواکشت را به یک انتخاب منطقی برای تولید به صرفه غذا در فضا تبدیل می‌کند.

### هواکشت متورم ناسا
در سال ۱۹۹۹، استانر با حمایت ناسا یک سیستم هواکشت متورم کم حجم برای تولید غذا با عملکرد بالا در فضا و زمین به وجود آورد.
چکیده:
AI’S (هواکشت بین‌المللی) یک واحد تولید محصول خودکفا، خودپرداخت (در مورد هزینه‌ها) و قابل تورم هواکشت است که مجهز به سیستم‌های محیطی سراسری و یکپارچه برای کنترل و تحویل مواد غذایی و قطرات آب به ریشه‌ها می‌باشد.
این سیستم هواکشت باد کردنی نیازهای فرعی [بنیان محافظ جان فضاپیما] به خصوص آب و تکنولوژی‌های سیستم‌های تحویل مواد غذایی برای تولید غذا را مورد توجه قرار می‌دهد
ماهیت باد شدنی این نوآوری باعث می‌شود سبک‌وزن باشد و با خالی کردن باد آن حجم آن کاسته شده و فضای کمی حین حمل و نقل اشغال می‌کند.
این باعث پیشرفت طراحی سیستم هواکشت که از ساختارهای سخت و محکم استفاده می‌کند که از مواد،
فرایند تولید و انتقال گرانقیمت تری بهره می‌برد.
به عنوان یک سیستم هواکشت غیرمتحرک این واحدهای سنگین موجود به خوبی عمل می‌کنند اما حمل و نقل و نگهداری آن‌ها می‌تواند با مشکلاتی همراه باشد.
روی زمین، این مشکلات می‌توانند به لحاظ اقتصادی باعث بازداشتن تولیدکنندگان تجاری از استفاده از سیستم‌های هواکشت به شوند. این دسته مشکلات به موانعی غیرقابل عبور برای استفاده از این سیستم‌ها برای مأموریت‌های طولانی مدت فضایی تبدیل می‌شوند به دلیل هزینه زیاد حمل و انتقال بار به هنگام پرتاب (ناشی از حجم و وزن زیاد آن)
تلاش‌های ناسا منجر به توسعهٔ مواد پیشرفتهٔ متعددی برای هواکشت در فضا و زمین شد

## مزایای هواکشت برای زمین و فضا

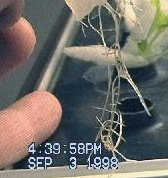
جوانه زنی دانهٔ کاهوی هواکشت ناسا - ۳ روزگی

هواکشت ویژگی‌های زیادی دارد که آن را به یک شیوهٔ مؤثر و به صرفه رشد و کشت گیاه تبدیل می‌کند.

### استفادهٔ کمتر از محلول مغذی

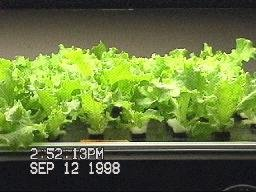
جوانه زنی دانهٔ کاهوی هواکشت ناسا- ۱۲ روزگی

گیاهانی که توسط هواکشت رشد می‌کنند، ۹۹٫۹۸ درصد وقت را در هوا و ۰٫۰۲ درصد را در تماس مستقیم با محلول مواد غذایی آب-اتمیزه می‌گذرانند.
زمان صرف شده بدون آب به ریشه اجازه می‌دهد تا به نحو مؤثرتری به دریافت اکسیژن بپردازد. به علاوه قطرات آب اتمیزه به شکل قابل توجهی به اکسیژن دار شدن مؤثر ریشه‌ها کمک می‌کنند.
به‌طور مثال، NFT دریافت مواد غذایی معادل با ۱ لیتر در دقیقه دارد در مقایسه با آن سیستم هواکشت ۱٫۵ میلی لیتر در دقیقه دریافت دارد.
کاهش دریافت مواد غذایی به کاهش مواد مورد نیاز برای رشد و توسعهٔ گیاهان می‌انجامد.
مزیت دیگر آن، با اهمیت عمده در استفاده فضامحور، کاهش در میزان حجم آب مصرفی است؛ که این کاهش حجم آب خود باعث کاهش حجم بافر نیز می‌شود که در نهایت این کاهش‌ها باعث سبک شدن چشم گیر وزن مورد نیاز برای حفظ رشد گیاه می‌شود. به علاوه، در هواکشت برون ریز گیاه و نیز مقدار آبی که باید قبل از مصرف دوباره تصفیه شود کاهش میابد.
حجم نسبتاً کم محلول مصرفی در هواکشت پیوسته با حداقل زمانی که ریشه‌ها در معرض قطرات آب اتمیزه شده هستند ارتباط ریشه به ریشه گیاهان و انتقال بیماری‌زا بین آن‌ها را نیز به حداقل می‌رساند.

### کنترل بیشتر محیط گیاه

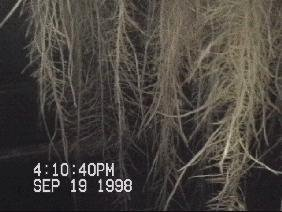
جوانه زنی دانهٔ کاهوی هواکشت ناسا (نمای نزدیک از ناحیهٔ ریشه)- ۱۹ روزگی

هواکشت امکان کنترل بیشتر محیط اطراف ریشه را فراهم می‌آورد در حالیکه در بقیه روش‌های کشت گیاهان ریشه‌ها به‌طور ثابت توسط محیط یکسان احاطه نشده‌اند. (مثلاً آنگونه که در آبکشت ریشه‌ها به‌طور ثابت در آب فرورفته‌اند)

### تغذیهٔ بهبود یافته
در هواکشت رنج مختلفی از محلول‌های تغذیه‌ای را می‌توان به می‌توان به محیط ریشه وارد کرد بدون اینکه به خروج محلولی که ریشه پیش ازین در آن قرار داشته نیازی باشد.
این ارتقای سطح کنترل می‌تواند هنگام تحقیق تأثیر رژیم‌های تغذیه‌ای مختلف بر روی ریشه‌های گونه‌های مختلف گیاهان مفید باشد. همچنین به روش مشابهی هواکشت نسبت به سیستم‌های دیگر رساندن مواد غذایی امکان استفاده از طیف بزرگتری از شرایط رشد را برای گیاه ایجاد می‌کند. به‌طور مثال فواصل میان دریافت مواد مغذی و مدت زمان دریافت را می‌توان بسیار خوب و به دقت تنظیم و هماهنگ کرد.
همچنین بخش‌های هوایی گیاه می‌توانند در معرض محیطی کاملاً متفاوت با محیط اطراف ریشه‌ها باشند.

### کاربر پسندی بیشتر
طراحی سیستم هواکشت کار با گیاهان را بسیار آسان کرده‌است؛ که دلیل آن جداسازی گیاهان از یکدیگر است و این حقیقت که گیاهان در هوا معلق شده‌اند و ریشه‌ها در هیچ گونه ماده زمینه‌ای گیر نیفتاده‌اند.
در نتیجه برداشت هر گیاه بسیار ساده و سرراست می‌باشد. همچنین در صورت آلوده شدن هر یک از گیاهان به انواع بیماریزاها خروج آن گیاه از سیستم بسیار آسان خواهد بود و ریسک از ریشه درآوردن یا آلوده کردن گیاهان مجاور برای آن مطرح نمی‌باشد.

### به صرفه تر بودن

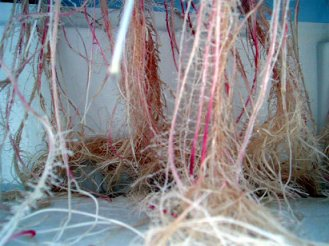
نمای نزدیک از ذرت هواکشت و ریشه‌ها درون دستگاه هواکشت، ۲۰۰۵

سیستم‌های هواکشت مقرون به صرفه تر از بقیه روش‌های کشت گیاهان می‌باشند.
دلیل آن میزان کاهش یافته محلول مواد مغذی مورد نیاز، میزان آب در سیستم نسبت به بقیه روش‌ها می‌باشد همچنین نیاز به سوبسترا نیز در آن حذف شده‌است

### استفاده از ذخایر دانه
با هواکشت، تأثیرات منفی ذخایر دانه که با بیماری‌زاها آلوده شده‌اند را می‌توان به حداقل رساند.
چنانچه پیشتر بحث شد این به دلیل جداسازی گیاهان از هم و عدم وجود ماده زمینه مشترک می‌باشد به علاوه به دلیل محیط محصور و کنترل شده، هواکشت به عنوان یک سیستم رشد ایدئال برای رشد دانه‌ها به دور از عوامل بیماری‌زا مطرح می‌شود.
انحصار اتاق رشد، با جداکردن گیاهان از یکدیگر هم به پیشگیری از آلوده شدن اولیه گیاهان به عوامل بیماریزا از محیط بیرونی و هم به حداقل کردن انتشار هرگونه بیماری‌زای محتمل از گیاهی به گیاه دیگر کمک می‌کند.

## هواکشت قرن ۲۱

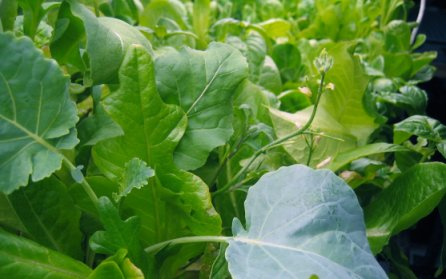
هواکشت مدرن امکان پرورش پرتراکم و همزیست بسیاری از گیاهان غذایی و میوه و سبزیجات و گلدار را بدون نیاز به استفاده از حشره کش‌ها ایجاد می‌کند. (به دلیل دستاوردهای منحصر به فرد خارج شاتل‌های فضایی)

هواکشت یک پیشرفت در حمایت حیات مصنوعی بی آسیب گیاهان، جوانه زنی دانه‌ها ، کنترل محیطی و رشد نا محدود و سریع در مقایسه با آب کشت یا تکنیک‌های آبیاری قطره‌ای که ده‌ها سال مورد استفاده کشاورزان سنتی بود می‌باشد.

### هواکشت معاصر
تکنیکهای هواکشت معاصر در مرکز تحقیق و تجاری‌سازی BIOSERVE SPACE TECHNOLOGIES ناسا در پردیس دانشگاهی Colorado در کلرادو تحقیق و بررسی شده‌اند. بررسی‌های دیگر شامل سیستم حلقه بسته در Ames Research Center انجام شدند جایی که دانشمندان به بررسی شیوه‌های رشد گیاهان غذایی در شرایط کم جاذبه برای اسکان در فضا در آینده می‌پرداختند.
در سال ۲۰۰۰ به استانر جواز انحصاری تحقیق بر روی تکنولوژی کنترل زیستی بیماری‌ها که باعث رشد طبیعی بدون استفاده از آفت کش‌ها در هواکشت می‌شد داده شد.
در سال ۲۰۰۴ اد هاروود مؤسس مزارع هوایی یک سیستم هواکشت ابداع کرد که در آن کاهو را روی میکرو کرک (پشم) پارچه رشد می‌داد. مزارع هوایی که از تکنولوژی هواکشت هاروود استفاده می‌کنند، در حال ساخت بزرگ‌ترین مزرعه عمودی سرپوشیده می‌باشند.

### زیست داروهای هواکشت

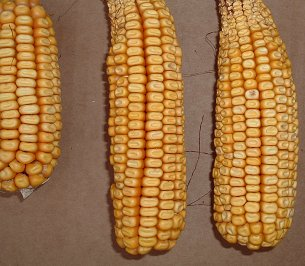
Aeroponically grown biopharma corn, 2005

هواکشت زیست داروها برای رشد داروها در گیاهان استفاده می‌شود. تکنولوژی آن اجازه می‌دهد که برون ریز و فراورده‌های جانبی محصولات زیست دارو در حلقه بسته به سهولت باقی بماند. چنانچه اخیراً تحقیق GMO در South Dakota State university توسط دکتر نیل ریس از هواکشت برای رشد ذرت تغییریافته ژنتیکی استفاده کرد.
طبق گفته ریس پرورش ذرت در یک سیستم هواکشت برای ایجاد زیست توده یک شاهکار تاریخی است. تلاش‌های گذشته دانشگاه برای کشت همه انواع گونه‌های ذرت در هیدروپونیک همگی به شکست منجر شدند.
با استفاده از تکنیک‌های پیشرفته هواکشت برای پرورش ذرت تغییر یافته ژنتیکی، ریس خوشه کامل ذرت را برداشت کرد در حالیکه شامل گرده ذرت و آب برون ریز مصرف شده بود و از ورود آن‌ها به محیط زیست جلوگیری کرد. محبوس کردن این محصولات جانبی تضمین می‌کند که محیط زیست از آلودگی‌های GMO ایمن بماند.
ریس می‌گوید، هواکشت تولید زیست دارو را از لحاظ اقتصادی عملی می‌کند.

### ائتلاف هواکشت در مقیاس بالا

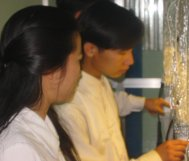
Aeroponic Graduate Program: Hanoi Agricultural University, Hanoi, Vietnam

در سال ۲۰۰۶ مؤسسه بیوتکنولوژی در دانشگاه کشاورزی ویتنام در تلاش مشترک با استانر، برنامه دکترا در هواکشت را ایجاد کرد.
مرکز تحقیقات بیوتک کشاورزی دانشگاه با سرپرستی پروفسور Nguyen Quang Thach در حال استفاده از لابراتوارهای هواکشت برای پیشرفت تولید سیب‌زمینی MINITUBER ویتنام برای تضمین تولید دانه سیب زمینی می‌باشد.

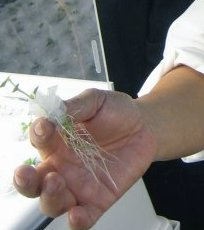
ریزنمونه‌های هواکشت سیب زمینی ۳ روز پس از قرارگیری در سیستم هواکشت، هانوی

اهمیت تاریخی هواکشت این است که این اولین باری است که یک ملت مشخصا (کالد اوت شدن ؟) برای هواکشت بیش از یک ناحیه کشاورزی (؟)
برانگیختن اهداف اقتصادی مزرعه، پاسخ به افزایش نیازها، بهبود کیفیت غذا و افزایش تولید محصول.
Thach تصدیق می‌کند:
ما نشان داده‌ایم هواکشت می‌تواند تولید سیب زمینی ویتنام را بیشتر از هر روش کشت دیگری به‌طور چشمگیری بهبود دهد. ما زمین قابل کشت بسیار کمی داریم و هواکشت کاملاً از لحاظ اقتصادی برای ما به صرفه است.

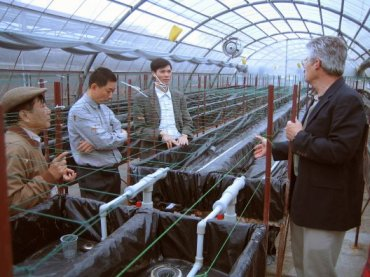
گلخانهٔ هواکشت برای تولید مینی تیوبر سیب زمینی، هانوی ۲۰۰۶

ویتنام در ژانویه ۲۰۰۷ به مرکز تجارت جهانی (WTO) پیوست.
تأثیر هواکشت در ویتنام در سطح کشتگاه احساس خواهد شد.
Thach می‌گوید:
یکپارچه‌سازی هواکشت در کشاورزی ویتنام با تولید طبیعی، کم هزینه مینی تیوبرهای سالم و تضمین شده آغاز می‌شود؛ که سپس در اختیار کشاورزان محلی گذاشته می‌شود تا در زمین‌هایشان به کشت دانه‌های سیب زمینی و سیب زمینی‌های تجاری بپردازند. این به سود کشاورزان سیب زمینی خواهد بود زیرا سیب زمینی‌های آن‌ها عاری از بیماری بوده و به آفت‌کش نیز نیازی ندارند؛ و مهم‌تر از آن باعث کاهش هزینه‌های عمل آن‌ها و افزایش محصولاتشان می‌شود.

## هم چنین ببینید
- ریشه‌های هوایی
- مواد مغذی گیاهان